# 인디다큐페스티발
인디다큐페스티발(Seoul Independent Documentary Film&Video Festival, SiDoF)은 2001년부터 시작한 대한민국의 영화제이다. '한국독립영화협회'에서 주최하며, '인디다큐페스티발 집행위원회'가 주관한다. 매년 봄 대한민국 서울에서 개최되는 독립 다큐멘터리 영화제이다.

## 상영작 분류
인디다큐페스티발의 상영작은 주제에 따라 총 4개의 섹션으로 분류되어 있다.
- 국내 신작전 :
- 올해의 초점 :
- 아사아의 초점 :
- 다큐멘터리 발언대 :